# Луховицы (футбольный клуб)
«Лухови́цы» — российский футбольный клуб из города Луховицы (Московская область).

## Прежние названия
- 1968—1991 — «Спартак»
- 1992—1993 — «Сокол»
- 1994—2006 — «Спартак»
- с 2007 — «Луховицы»

## История
В 1968—1969 гг. клуб «Спартак» (Луховицы) выступал в 9-й зоне РСФСР класса «Б» чемпионата СССР. В первом сезоне команда заняла последнее, 15-е место, а во втором стала 10-й из 16-ти команд. В историческом материале на неофициальном сайте клуба отмечается, что футбол в городке начал развиваться в начале 60-х, а клуб до дебюта в классе «Б» играл на первенство области. В 1970 году зона была расформирована, и её участники перешли из общесоюзных соревнований в региональные. В последующие годы клуб играл в первенстве области.
В 1992—1993 гг. в КФК, в зоне «Центр Б» выступал клуб «Сокол». В сезоне-1992 «Сокол» стал 14-м из 15-ти команд, в следующем сезоне — 3-м из 11-ти. В 1995—1996 гг. в КФК выступала луховицкая команда под старым названием «Спартак». Она заняла в 1995 году 2-е место в группе «Б» зоны «Центр», в 1996 — 2-е место в группе «Б» (региона Подмосковья) зоны «Центр».
В 1997 году клуб дебютировал в профессиональных соревнованиях, а именно в третьей лиге и занял там 11-е место из 21-й команды. Этот сезон стал последним в истории третьей лиги, и часть её клубов, в том числе и «Луховицы», перешла во второй дивизион, а другая часть — в любительские соревнования. Во втором дивизионе, в зоне «Центр», клуб провёл 11 сезонов (1998—2008), лучший результат — 3-е место (2007, 2008).
В 2009 году по финансовым причинам потерял профессиональный статус и был заявлен в группу «Б» зоны «Подмосковье» МРО Центр ЛФЛ (III дивизион, ЛФК). В январе 2015 года ФК «Луховицы» прекратил существование. В мае 2016 года команда «Луховицы» была вновь создана и выступила в Первенстве Московской области среди мужских команд по футболу в Первой группе, зоне «Г».

## Статистика по сезонам
| Год     | Турнир                                                      | Место    | И  | В  | Н  | П  | Г     | О  | Кубок                                                                               | Примечания                                                                          |
| ------- | ----------------------------------------------------------- | -------- | -- | -- | -- | -- | ----- | -- | ----------------------------------------------------------------------------------- | ----------------------------------------------------------------------------------- |
| 1968    | Чемпионат СССР, класс «Б», 9-я зона РСФСР                   | 15 из 15 | 28 | 5  | 4  | 19 | 21-40 | 14 | —                                                                                   |                                                                                     |
| 1969    | Чемпионат СССР, класс «Б», 9-я зона РСФСР                   | 10 из 16 | 30 | 13 | 3  | 14 | 41-41 | 29 | —                                                                                   |                                                                                     |
|         |                                                             |          |    |    |    |    |       |    |                                                                                     |                                                                                     |
| 1992    | Первенство КФК, зона 7 («Центр», группа «Б»)                | 14 из 15 | 28 | 4  | 4  | 20 | 27-64 | 12 | Кубок России среди КФК, зона 7 — 1/4 финала                                         | Кубок России среди КФК, зона 7 — 1/4 финала                                         |
| 1993    | Первенство КФК, зона «Центр», группа «Б»                    | из 11    | 20 | 11 | 3  | 6  | 35-22 | 45 | Кубок России среди КФК, зона 1 — 1/2 финала                                         | Кубок России среди КФК, зона 1 — 1/2 финала                                         |
|         |                                                             |          |    |    |    |    |       |    |                                                                                     |                                                                                     |
| 1995    | Первенство КФК, Зона «Центр», группа «Б»                    | из 11    | 20 | 12 | 5  | 3  | 43-27 | 49 | Кубок России среди КФК — победа в зоне 1, 4-е место — на финал. турнире             | Кубок России среди КФК — победа в зоне 1, 4-е место — на финал. турнире             |
| 1996    | Первенство КФК, зона «Центр», группа «Б» — Подмосковье      | из 12    | 22 | 16 | 4  | 2  | 41-13 | 52 | Победа в Кубке России среди КФК в зоне «Центр» Включение в состав ПФЛ на сезон-1997 | Победа в Кубке России среди КФК в зоне «Центр» Включение в состав ПФЛ на сезон-1997 |
| 1996    | Первенство КФК, финальный этап                              | групп.   | 4  | 2  | 0  | 2  | 9-9   | 6  | Победа в Кубке России среди КФК в зоне «Центр» Включение в состав ПФЛ на сезон-1997 | Победа в Кубке России среди КФК в зоне «Центр» Включение в состав ПФЛ на сезон-1997 |
| 1997    | Третья лига, зона 3                                         | 11 из 21 | 40 | 17 | 5  | 18 | 59-53 | 56 | —                                                                                   | Реорганизация системы лиг. Переход во Второй дивизион                               |
| 1998    | Второй дивизион, зона «Центр»                               | 8 из 21  | 40 | 17 | 13 | 10 | 55-39 | 64 | 1/128                                                                               |                                                                                     |
| 1999    | Второй дивизион, зона «Центр»                               | 14 из 19 | 36 | 11 | 5  | 20 | 42-65 | 38 | 1/256                                                                               |                                                                                     |
| 2000    | Второй дивизион, зона «Центр»                               | 19 из 20 | 38 | 7  | 13 | 18 | 23-44 | 34 | 1/32                                                                                |                                                                                     |
| 2001    | Второй дивизион, зона «Центр»                               | 10 из 20 | 38 | 12 | 10 | 16 | 35-42 | 46 | 1/256                                                                               |                                                                                     |
| 2002    | Второй дивизион, зона «Центр»                               | 10 из 20 | 38 | 14 | 11 | 13 | 31-36 | 53 | 1/64                                                                                |                                                                                     |
| 2003    | Второй дивизион, зона «Центр»                               | 9 из 19  | 36 | 16 | 7  | 13 | 38-32 | 55 | 1/32                                                                                |                                                                                     |
| 2004    | Второй дивизион, зона «Центр»                               | 10 из 17 | 32 | 11 | 7  | 14 | 31-39 | 40 | 1/256                                                                               |                                                                                     |
| 2005    | Второй дивизион, зона «Центр»                               | 4 из 18  | 34 | 19 | 8  | 7  | 50-22 | 65 | 1/256                                                                               |                                                                                     |
| 2006    | Второй дивизион, зона «Центр»                               | 7 из 18  | 34 | 13 | 10 | 11 | 40-35 | 49 | 1/64                                                                                |                                                                                     |
| 2007    | Второй дивизион, зона «Центр»                               | из 16    | 30 | 19 | 4  | 17 | 50-28 | 61 | 1/16                                                                                |                                                                                     |
| 2008    | Второй дивизион, зона «Центр»                               | из 18    | 34 | 20 | 7  | 7  | 52-29 | 67 | 1/64                                                                                | Исключение из ПФЛ                                                                   |
| 2009    | ЛФЛ, Зона «Подмосковье», группа «Б»                         | из 15    | 28 | 22 | 3  | 3  | 71-13 | 69 | Кубок России среди команд III дивизиона, зона «Московская область» — 1/4 финала     | Кубок России среди команд III дивизиона, зона «Московская область» — 1/4 финала     |
| 2010    | ЛФЛ, Зона «Подмосковье», группа «А»                         | 7 из 16  | 30 | 12 | 8  | 10 | 50-49 | 44 | Кубок России среди команд III дивизиона, зона «Московская область» — 1/4 финала     | Кубок России среди команд III дивизиона, зона «Московская область» — 1/4 финала     |
| 2011/12 | Первенство России среди ЛФК, зона «Подмосковье», группа «А» | 11 из 15 | 42 | 11 | 5  | 26 | 48-90 | 38 | Кубок России среди команд III дивизиона, зона «Московская область» — 1/8 финала     | Кубок России среди команд III дивизиона, зона «Московская область» — 1/8 финала     |
| 2012/13 | Первенство России среди ЛФК, зона «Подмосковье», группа «А» | 11 из 18 | 17 | 5  | 6  | 6  | 25-27 | 21 | Кубок России среди команд III дивизиона, зона «Московская область» — 1/4 финала     | Кубок России среди команд III дивизиона, зона «Московская область» — 1/4 финала     |
| 2013    | Третий дивизион, Зона «Подмосковье», группа «А»             | 6 из 16  | 30 | 13 | 5  | 12 | 47-48 | 44 | Кубок России среди команд III дивизиона, зона «Московская область» — финал          | Кубок России среди команд III дивизиона, зона «Московская область» — финал          |
| 2014    | Третий дивизион, Зона «Подмосковье», группа «А»             | 9 из 15  | 28 | 8  | 7  | 13 | 46-55 | 31 | Кубок России среди команд III дивизиона, зона «Московская область» — 1/4 финала     | Кубок России среди команд III дивизиона, зона «Московская область» — 1/4 финала     |
|         |                                                             |          |    |    |    |    |       |    |                                                                                     |                                                                                     |
| 2016    | Первенство Московской области, Первая группа, зона «Г»      | 5 из 9   | 16 | 6  | 1  | 9  | 27-47 | 19 | Кубок Московской области — 1/4 финала                                               | Кубок Московской области — 1/4 финала                                               |
| 2017    | Чемпионат Московской области, группа «Г»                    | 11 из 12 | 22 | 5  | 3  | 14 | 27-47 | 18 | Кубок Московской области — 1/32 финала                                              | Кубок Московской области — 1/32 финала                                              |
| 2018    | Чемпионат Московской области, группа «Д»                    | из 10    | 18 | 9  | 4  | 5  | 41-35 | 31 | Кубок Московской области — 1/32 финала                                              | Кубок Московской области — 1/32 финала                                              |
| 2019    | Чемпионат Московской области, Лига «В», зона 4              | 5 из 10  | 18 | 10 | 2  | 6  | 38-27 | 32 | Кубок Московской области команд Лиги «В» — 1/16 финала                              | Кубок Московской области команд Лиги «В» — 1/16 финала                              |
|         |                                                             |          |    |    |    |    |       |    |                                                                                     |                                                                                     |
| 2021    | Чемпионат Московской области, Лига «В», зона 3              | 7 из 9   | 16 | 3  | 0  | 13 | 18-66 | 9  | Кубок Московской области (для команд Лиги «В») — 1/8 финала                         | Кубок Московской области (для команд Лиги «В») — 1/8 финала                         |

## Главные тренеры
- ? — 1968—1969
- Бондарь, Сергей Иванович — 1997
- Ирхин, Александр Сергеевич — 1998, по май
- Недосекин, Сергей Иванович — 1998, с июля
- Малыгин, Сергей Викторович — 1999, по июнь
- Сарычев, Вячеслав Фёдорович — 1999, с июля
- Хныкин, Вадим Петрович — 2000, по май
- Егоров, Александр Александрович — май 2000 — июль 2001
  - Звягин, Виктор Васильевич — июль 2000[19][20]
- Новиков, Фёдор Сергеевич — 2001, с августа
- Звягин, Виктор Васильевич — 2002, по июль
- Ломакин, Сергей Владимирович — август — сентябрь 2002, и. о.
- Шмаров, Валерий Валентинович — сентябрь — октябрь 2002
- Сидоров, Евгений Васильевич — январь — февраль 2003
- Быков, Юрий Александрович — 2003, по июль
- Ломакин, Сергей Владимирович — 2003, с июля
- Быков, Юрий Александрович — 2004, по май
- Звягин, Виктор Васильевич — май — июль 2004, и. о.
- Липовой, Леонид Дмитриевич — июль — август 2004, и. о.
- Антонов, Александр Анатольевич — 2004, с августа
- Третьяков, Валерий Михайлович — 2005 — май 2006
- Ушаков, Владимир Анатольевич — май — июль 2006
- Ломакин, Сергей Владимирович — 2006, с июля
- Самохин, Виктор Сергеевич — 2007, по май
- Ташуев, Сергей Абуезидович — май 2007 — май 2008
- Петрушин, Алексей Алексеевич — май — август 2008
- Тимофеев, Сергей Анатольевич — сентябрь — октябрь 2008, и. о.
- Демидов, Виктор Викторович — ноябрь 2008 — март 2009